# Reichswerke Hermann Göring
Reichswerke Hermann Göring foi um conglomerado industrial na Alemanha nazista que operou durante 1937 e 1945. Foi fundado para extrair e processar minérios de ferro da região de Salzgitter que foram considerados antieconômicos pelas siderúrgicas privadas. A estatal Reichswerke era vista como um veículo para acelerar o crescimento da mineração de minério e da produção de aço, independentemente dos planos e opiniões dos capitalistas privados, que contrariavam a visão estratégica de Adolf Hitler. Em novembro de 1937, o Ministro da Aviação do Reich, Hermann Göring, obteve acesso irrestrito ao financiamento estatal e lançou uma cadeia de fusões, diversificando-se em indústrias militares com a absorção da Rheinmetall. O próprio Göring supervisionou o Reichswerke, mas não o possuía em nenhum sentido e não obteve lucro pessoal diretamente com ele, embora às vezes sacasse dinheiro para despesas pessoais.
Após o Anschluss, o Reichswerke absorveu as indústrias pesadas austríacas, incluindo aquelas de propriedade de investidores privados alemães. O cluster de siderúrgicas e empresas de apoio em Linz tornou-se seu ativo mais importante. A liderança nazista considerava os ativos capturados como propriedade do Estado e não estavam dispostos a compartilhar os despojos com empresas alemãs. Após a ocupação alemã da Tchecoslováquia, o Reichswerke absorveu entre 50 e 60 por cento das indústrias pesadas tchecas. O padrão se repetiu na Polônia ocupada, na França e na União Soviética. O Reichswerke operou ativos capturados tão longe de sua base como Liepāja na Letônia e Donetsk no leste da Ucrânia. Forneceu um oitavo da produção de aço alemã durante a Segunda Guerra Mundial e criou um complexo militar controlado pelos nazistas que era independente de interesses privados. No final de 1941, a Reichswerke tornou-se a maior empresa da Europa e provavelmente do mundo inteiro, com um capital de 2,4 bilhões ℛℳ e cerca de meio milhão de trabalhadores.
Em 1942, a estrutura corporativa ineficiente do Reichswerke foi reduzida em tamanho. Seus ativos de armas e munições foram integrados ao Ministério de Armamentos; o núcleo de mineração e aço do Reichswerke continuou operando sob a supervisão de Göring até o final da guerra, embora com prejuízo. O conglomerado foi desmembrado pelos Aliados em 1944-1945, mas a fábrica de Salzgitter continuou operando como Reichswerke até 1953. O logotipo do Reichswerke, que se assemelhava ao brasão de armas de Göring, permaneceu em uso por Peine e Salzgitter até meados da década de 1980.

## Salzgitter

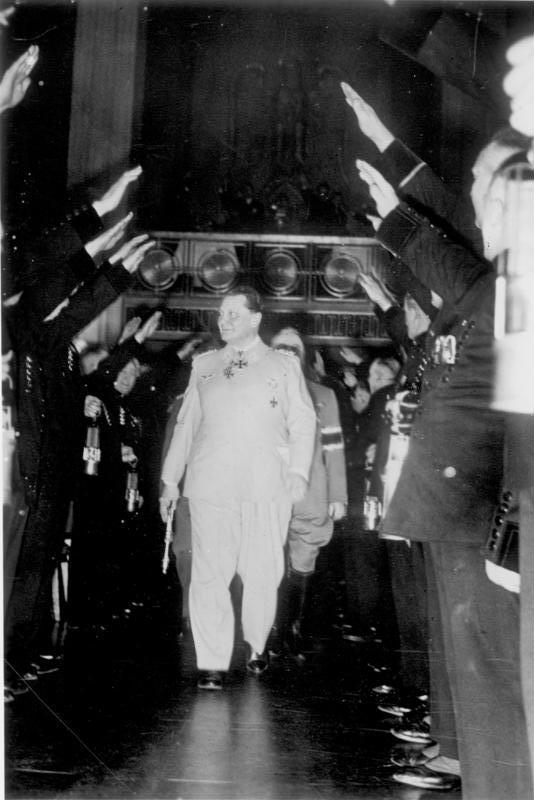
Göring em uma assembléia de pessoal de mineração em Berlim

Em 1935-1936, a indústria siderúrgica alemã, concentrada na região do Ruhr, recuperou-se da Grande Depressão e atingiu quase a plena utilização de suas usinas. Foi dominado pelas empresas privadas Vereinigte Stahlwerke (VS), Krupp, Gutehoffnungshütte e Mannesmann. Três quartos do minério de ferro processado na Alemanha eram importados; as reservas de minério doméstico na área de Salzgitter foram consideradas de qualidade muito baixa para serem economicamente viáveis. A demanda por ferro e aço aumentou com o aumento dos gastos militares, aumentando ainda mais a dependência das importações. Membros influentes dentro do Partido Nazista, incluindo o conselheiro econômico de Hitler, Wilhelm Keppler, se uniram para aumentar a mineração doméstica de minério de ferro.
O minério de ferro tornou-se o principal problema do Plano Quadrienal (1936-1940). Em outubro de 1936, Göring soube que a fundidora Stewarts & Lloyds em Corby, Reino Unido, havia fundido com sucesso minérios de baixo teor; a nova tecnologia removeu as barreiras para os planos de Göring. Em dezembro de 1936, Göring anunciou que o programa doméstico de minério, ferro e aço havia se tornado uma prioridade nacional e que não toleraria hesitação ou obstrução por parte dos proprietários privados dos recursos. O capital privado levantou suas objeções contra o rápido crescimento, e Göring decidiu colocar a mineração de minério sob controle estatal.
Ao longo da primeira metade de 1937, Göring lutou por uma indústria siderúrgica autossuficiente e contra os barões do aço. Seus apelos radicais melhoraram seu próprio peso político e silenciaram a oposição. O objetivo de Göring de alinhar a economia com os planos estratégicos de Adolf Hitler foi totalmente apoiado pela imprensa nazista. O perigo de depender das importações de minério foi comprovado pelas greves e pelo sentimento antinazista na Suécia e pelo sucesso da Frente Popular na França. Em julho de 1937, os barões do aço ficaram surpresos com um decreto que instituiu a Reichswerke, uma empresa estatal integrada encarregada de superar o Ruhr na produção de aço acabado. Temendo a criação de uma capacidade industrial excessiva e a concorrência acirrada com o Estado, eles discutiram cautelosamente as formas de conter as ambições de Göring. Eles uniram forças com o adversário de Göring, o Ministro da Economia do Reich, Hjalmar Schacht, que negou financiamento estatal ao projeto de Göring.
Em 23 de julho de 1937, Göring anunciou que o Reichswerke começaria a minerar e processar minérios de Salzgitter e que o governo assumiria depósitos de minério de propriedade privada em troca de ações minoritárias nas novas empresas. Paul Pleiger tornou-se o diretor administrativo. Os críticos argumentaram que o projeto Salzgitter consumiria mais aço do que poderia produzir em três anos. O Ruhr tentou uma resposta coordenada, mas escutas telefônicas e vigilância deram a Göring conhecimento prévio dos movimentos dos barões do aço e ele antecipou sua ação organizada por meio de ameaças e promessas pessoais. Os barões do aço escaparam de um confronto aberto com o regime, mas a confiança entre a liderança nazista e as grandes empresas foi perdida para sempre. Schacht foi obrigado a renunciar em novembro de 1937, sua função passou para Göring.

## Trabalho escravo

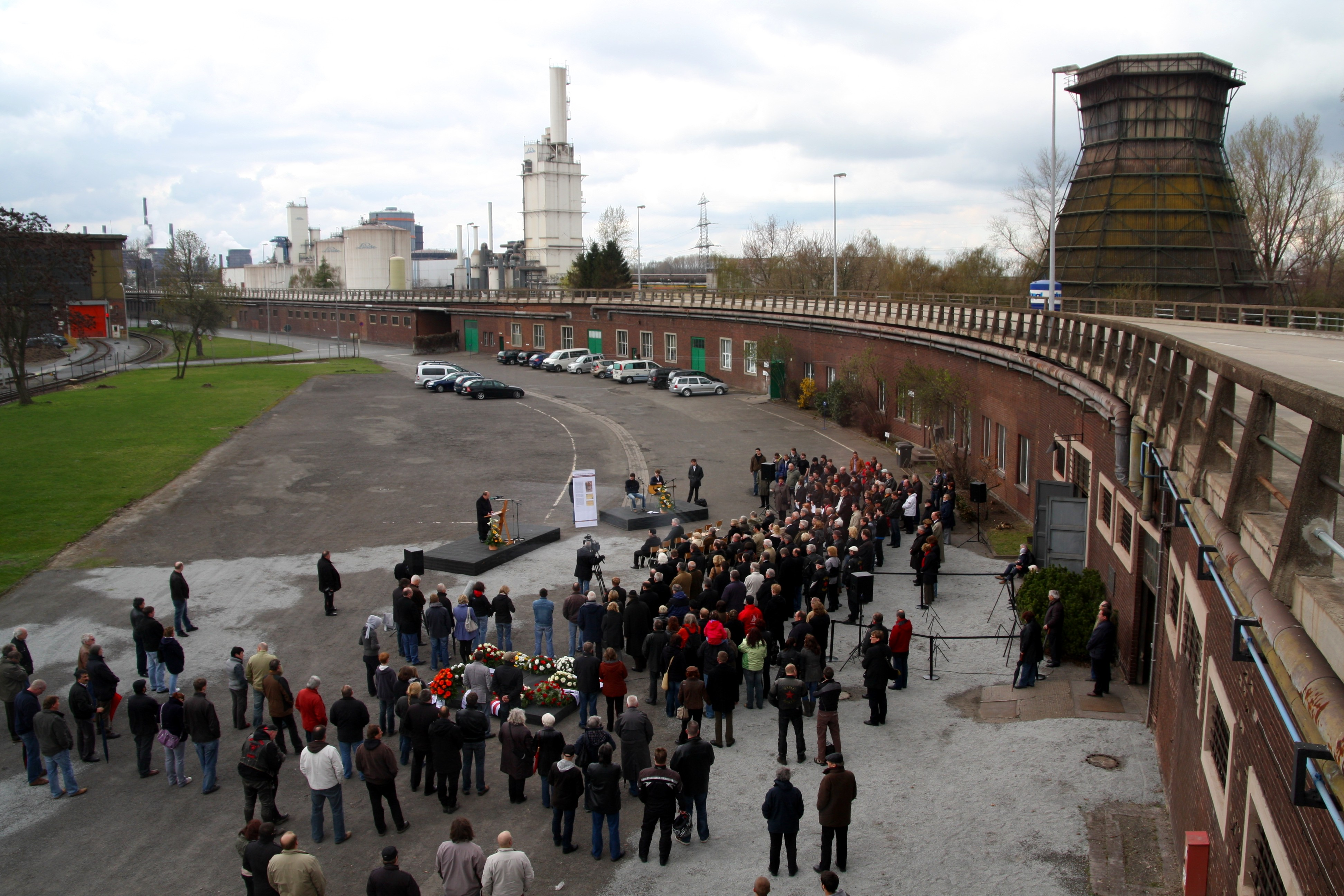
Memorial do campo de concentração Drütte em Salzgitter

O projeto Salzgitter recrutou sua força de trabalho de toda a Alemanha, Áustria, Itália, Holanda e outros países. Produziu seu primeiro ferro-gusa em outubro de 1939 e seu primeiro aço em agosto de 1940. Uma grande usina metalúrgica, Stahlwerke Braunschweig, foi construída nas proximidades, começando em março de 1940; acabou se tornando uma das maiores fábricas do país, empregando dez mil trabalhadores. A maioria dos funcionários da área de Salzgitter, 47.000 trabalhadores, não eram alemães. Em cinco anos, de 1937 a 1942, a população aumentou cinco vezes. A moradia não era suficiente nem mesmo para os alemães nativos; trabalhadores estrangeiros tiveram que viver em setenta campos improvisados. A Gestapo administrava um campo de concentração no local para os trabalhadores delinquentes. O trabalho forçado de prisioneiros de campos de concentração nazistas não foi empregado até maio de 1944; os três campos que forneciam escravos para Salzgitter continham até 6.500 prisioneiros. Outro campo local, em Drutte, forneceu trabalhadores escravos para as fábricas de munição do Reichswerke a partir de 1942. Salzgitter foi alvo de bombardeios aliados várias vezes, mas os danos à usina foram insignificantes. Seus altos-fornos operaram até serem capturados pelos americanos em abril de 1945.

## Expansão

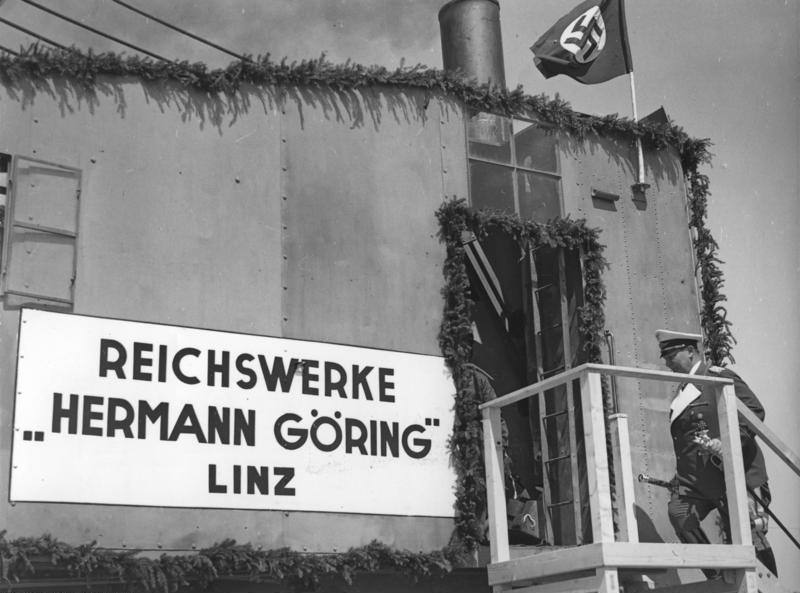
Hermann Göring visita o local de construção do Reichswerke em Linz. 13 de maio de 1938.

Após a remoção de Schacht em novembro de 1937, o Reichswerke cresceu rapidamente enquanto as siderúrgicas privadas do Ruhr foram privadas de capital (sua capacidade permaneceu em 16 milhões de toneladas por ano até a eclosão da Segunda Guerra Mundial). Em fevereiro de 1938, Göring aumentou a capital do Reichswerke de 5 para 400 milhões de ℛℳ, iniciando uma cadeia de fusões. Em abril, o Reichswerke entrou na produção de armas, absorvendo a Rheinmetall. Nos meses seguintes, o Reichswerke consolidou a maioria das indústrias pesadas austríacas, desde a extração de minério até a produção de armas avançadas.
Göring voltou seus olhos para o aço austríaco em 1937. O Anschluss de março de 1938 deu-lhe acesso praticamente ilimitado aos recursos austríacos. As atividades do Reichswerke na Áustria demonstraram que Göring considerava os ativos capturados como propriedade do Estado e não estava disposto a compartilhar as fortunas com empresas privadas alemãs - pelo contrário, o Reichswerke absorveu ativos austríacos que já eram de propriedade de investidores alemães e eliminou completamente os barões do Ruhr da indústria austríaca. Seu principal alvo na Áustria, a empresa siderúrgica Alpine Montangesellschaft, era 56% de propriedade da gigante alemã VS. Imediatamente após o Anschluss, Göring aconselhou a VS a acelerar a mineração de seus minérios austríacos, e novamente a empresa privada recusou por medo de superprodução. O Reichswerke comprou uma participação não controladora na Alpine e, em seguida, lutou contra o controle total da empresa por seis meses. A pressão regulatória ameaçou desvalorizar a Alpine, e em março de 1939, a VS se afastou. Os recursos de minério da Alpine foram vitais para o segundo grande projeto de Göring – o novo cluster verticalmente integrado de siderúrgicas em Linz, que também incluía a Eisenwerke Oberdonau e várias empresas de construção e transporte. Göring, em suas funções de presidente da Prússia e chefe da Luftwaffe, também estabeleceu laços estreitos entre o Reichswerke e as indústrias petrolífera e aeronáutica.
As relações entre o Estado e os barões do aço continuaram a se deteriorar, e Göring usou o mesmo padrão de intimidação para extorquir outros ativos austríacos e depois tchecos de seus antigos proprietários. O Reichswerke absorveu de 50 a 60 por cento da indústria pesada tcheca e uma participação um pouco menor na Áustria. Os mecanismos de aquisição variaram desde a compra de ações de boa-fé ao controle por procuração através de bancos locais dependentes até o confisco total, como foi o caso da fábrica da família Rothschild, de propriedade britânica, em Vitkovice. Os Sudetos, anexados em 1938, trouxeram as primeiras reservas substanciais de carvão. Na Alemanha, o Reichswerke efetivamente subjugou os barões do Ruhr, forçando-os a fornecer carvão aos altos-fornos de Salzgitter, comissionados em 1939, a um preço abaixo do mercado. A "aquisição" de minas de carvão polonesas permitiu ao Reichswerke baixar ainda mais os preços do carvão.
Após a eclosão da guerra, o Reichswerke abandonou as formalidades em tempo de paz e simplesmente assumiu todos os ativos "alemães" que considerava atraentes. Declarou-se "um truste do estado alemão" durante a guerra, um cavaleiro branco salvando os países ocupados do " colonialismo " do grande negócio. Acertos e indenizações, quando reconhecidos, foram adiados até o fim da guerra. Mas os próprios planos pós-guerra do Reichswerke, desenvolvidos em 1942, exigiam um maior aumento do controle estatal sobre as indústrias pesadas e a industrialização dos territórios orientais às custas do Ruhr. O Reichswerke claramente favoreceu o desenvolvimento industrial na Europa Central, em vez da própria Alemanha, em parte porque estava fora do alcance dos bombardeiros aliados. Entre 1943 e 1944 metade do ferro e aço do Reichswerke foram produzidos nos territórios ocupados, a outra metade na Alemanha (incluindo a Áustria anexada).
A indústria soviética de carvão e aço capturada em 1941-1942 tornou-se a tarefa mais desafiadora do Reichswerke. Hitler encarregou o Reichswerke de colher as plantas abandonadas o mais rápido possível. Pleiger obrigou os velhos barões do aço do Ruhr a enviar suas equipes de administração e literalmente "adotar" os ativos soviéticos. Os barões do aço relutantes se opuseram, mas tiveram que obedecer à ordem explícita de Hitler. Os nazistas radicais se opuseram, por diferentes razões, mas não puderam oferecer uma solução melhor.
Os ativos romenos, quase toda a capacidade de carvão e aço do país, foram adquiridos através de uma série de acordos amigáveis e colocados sob controle conjunto germano-romeno. Um cuidado especial foi dado ao maior estaleiro romeno em Galați. Em 1942, o estaleiro romeno assinou um acordo de "assistência em questões técnicas" com o Reichswerke. O capital do estaleiro aumentou onze vezes, de 50 para 550 milhões de lei. Nesse mesmo ano, os submarinos da Marinha romena Marsuinul e Rechinul, estabelecidos em 1938, foram finalmente concluídos. Outra conquista notável daquele ano foi o lançamento do primeiro navio-tanque construído localmente na Romênia, o SRT-128. Em 1943, quatro caça- minas modificados da classe M foram construídos na Romênia a partir de materiais alemães. Esta colaboração germano-romena também beneficiou a Kriegsmarine, já que o estaleiro romeno montou seis submarinos costeiros entre 1942 e 1943. O estaleiro romeno também participou da montagem de S-boats.

## Reestruturação

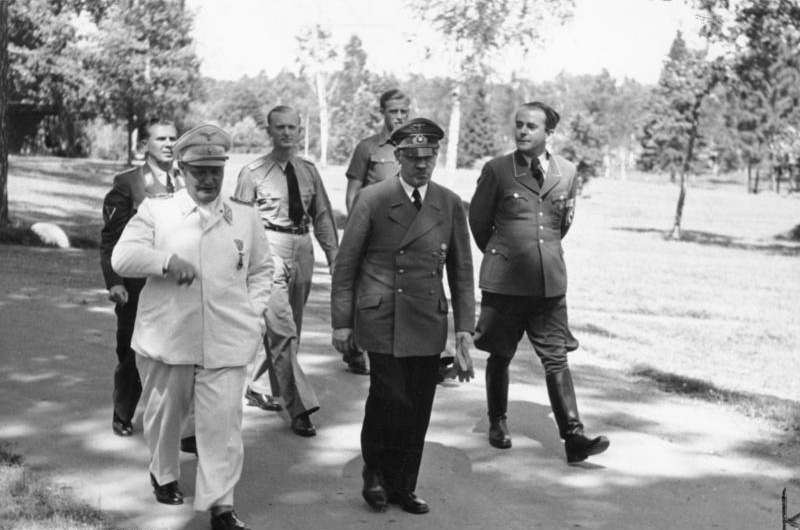
Albert Speer (à direita) assumiu as fábricas de armas e munições de Göring (à esquerda) em 1942.

No final de 1941, a Reichswerke tornou-se a maior empresa da Europa. O conglomerado passou por uma série de reorganizações; em janeiro de 1941 seus ativos foram organizados em três divisões: 
- Bloco A - Carvão, Ferro e Aço (Alemanha, Áustria, Boêmia e Morávia, França, Luxemburgo, Polônia e Romênia)
- Bloco B - Armas e Munições (Alemanha, Áustria, Boêmia e Morávia)
- Bloco C - Transporte Fluvial e Ferroviário

Uma quarta divisão foi adicionada mais tarde para ativos soviéticos capturados – plantas e minas da Bacia de Kryvbas e Donets na Ucrânia, com interesses menores na Bielorrússia, Letônia e Rússia central.
O Reichswerke acumulou fábricas demais para gerenciá-las com eficiência. Em vez de apontar os ativos mais promissores, distribuiu os recursos disponíveis sobre tudo o que tinha. Seus gestores não sentiram a pressão da competição que moldou a gestão das empresas privadas. Richard Overy observou que a obsessão de Göring por megaprojetos de longo prazo não apenas drenava a economia, mas contrastava fortemente com a ideologia da blitzkrieg.
A incapacidade de controlar o enorme conglomerado tornou-se evidente em 1942, e Pleiger persuadiu Göring a limitar o Reichswerke à produção de carvão, ferro e aço. O Reichswerke passou o controle sobre suas fábricas de armas e munições para a Organização Todt e seu sucessor, o Ministério de Armamentos. Ainda assim, a organização operou com prejuízo; de fato, o Bloco A registrou perdas em todos os anos de sua existência, de 1939 a 1945. As operações francesas se saíram ainda pior.

## Liquidação

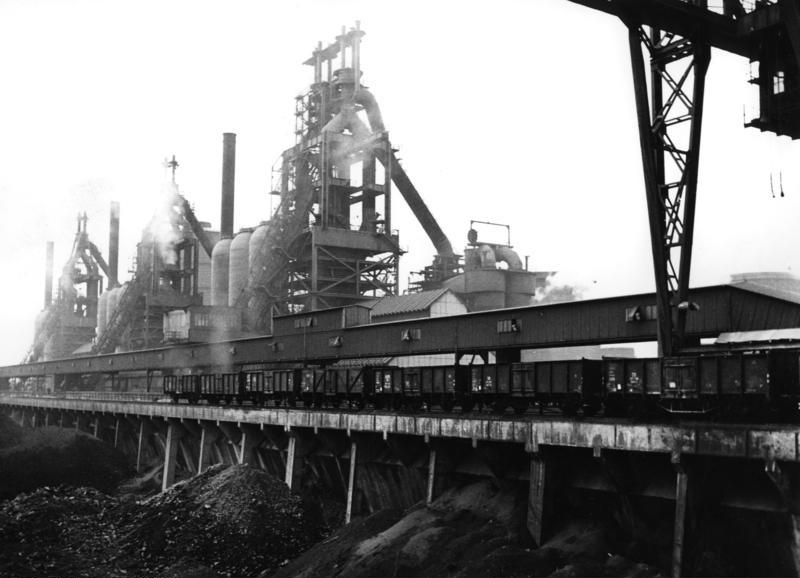
Fábrica de Salzgitter em 1961

Os bens do Reichswerke adquiridos pela conquista foram recapturados pelas tropas aliadas entre 1943 e 1945 - estes incluíam bens da ARBED (Luxemburgo) e Skoda Works.
Os ativos do Reichswerke na Áustria ocupada pelos aliados foram nacionalizados pela Primeira Lei de Nacionalização promulgada pelo parlamento austríaco em 26 de julho de 1946. As minas de minério em Erzberg e as siderúrgicas em Linz, destruídas por ataques aéreos aliados, foram reorganizadas na estatal VÖEST (agora parte da Voestalpine). A reconstrução desses ativos tornou-se uma prioridade fundamental do Plano Marshall na Áustria. A nacionalização foi apoiada pelo Departamento de Estado dos EUA e contestada pelos generais do Exército dos EUA, que pediram a privatização. Steyr-Daimler-Puch, outrora propriedade do Reichswerke e controlado pelo Exército dos EUA, tornou-se um modelo piloto para a modernização privada defendida por Mark W. Clark. Eventualmente, o Departamento de Estado prevaleceu e os austríacos foram autorizados a nacionalizar as fábricas à vontade. Os ativos do Reichswerke na zona de ocupação soviética foram assumidos pela Administração da Propriedade Soviética na Áustria e devolvidos à Áustria para um resgate em 1955.
Os fornos de Salzgitter foram desligados e desmantelados, o que acabou devastando a economia da cidade. O desmantelamento começou a sério em 1947 e terminou com a demolição de fornos e fundições. Salzgitter foi inundada com quarenta e quatro mil refugiados alemães do Leste, o desemprego ultrapassou 30%, e os britânicos consideraram reassentar fisicamente os moradores com medo de uma revolta comunista. Dos trinta e sete mil deslocados (principalmente da Polônia) que trabalhavam em Salzgitter em 1945, muitos se recusaram a ser reassentados e as deportações continuaram até meados da década de 1950. Em fevereiro de 1950, os trabalhadores se levantaram contra a demolição de suas fábricas e acabaram vencendo o impasse sem derramamento de sangue com as tropas britânicas. O desmantelamento continuou por mais um ano, mas a siderurgia em Salzgitter foi salva. A fábrica estatal operou sob o nome de Reichswerke até 1953, foi renomeada AG für Bergbau- und Hüttenbetrieb e, eventualmente, tornou-se Salzgitter AG. O logotipo do Reichswerke, que lembrava o brasão de armas de Göring, não foi substituído até a década de 1980.